# William Heneage Ogilvie
Sir William Heneage Ogilvie (Valparaíso, 14 luglio 1887 – 15 aprile 1971) è stato un chirurgo britannico.

## Biografia
Nacque in Cile a Valparaíso dove il padre, nativo di Dundee, si era recato per motivi di lavoro. Rientrato in Inghilterra si laureò in medicina e chirurgia all'Università di Oxford nel 1910 studiando al New College e al Clifton College. Fece quindi pratica al Guy's Hospital di Londra dove svolse gran parte della sua carriera professionale.
Fu un chirurgo di grande fame che operava in chirurgia d'urgenza ma si specializzò in chirurgia gastrointestinale.
Durante la prima guerra mondiale prestò servizio nell'esercito britannico eseguendo numerosissimi interventi chirurgici. Lo stesso servizio prestò nella seconda guerra mondiale. In riconoscimento dei suoi servizi nelle due guerre, nel 1942 venne nominato maggior generale e nel 1946 nominato cavaliere.
Viaggiò in Europa visitando molti ospedali e confrontandosi con i colleghi di altre nazioni, cosa che gli fornì un eccezionale bagaglio di esperienza.
Scrisse alcune centinaia di articoli su riviste mediche e pubblicò i seguenti saggi:
- Surgery, orthodox and heterodox nel 1948
- No miracles among friends nel 1959
- The tired business man nel 1964

Viene ricordato per la sindrome che porta il suo nome da lui descritta nel 1948.
Morì nel 1971 per complicanze cerebrovascolari.